# Дімітріс Нанопулос
Дімітріс Нанопулос (грец. Δημήτρης Νανόπουλος; нар. 13 вересня 1948, Афіни) — грецький фізик-теоретик, зробив значний внесок в галузі фізики елементарних частинок і фізичної космології.

## Біографія
Дімітріс Нанопулос народився і виріс в Афінах. Вивчав фізику в Афінському університеті, який закінчив 1971 року. Продовжив навчання в Університеті Сассекса в Англії, де він отримав докторський ступінь 1973 року у галузі фізиці високих енергій.
Працював науковим співробітником в Центрі європейських ядерних досліджень (CERN) в Женеві, Швейцарія, і впродовж багатьох років співробітником і науковийм співробітником Вищої нормальної школи в Парижі, Франція, а також Гарвардського університету, Кембридж, США.
1989 року став професором на кафедрі фізики у Texas A&M University, який працює за підтримки NASA. Від 1992 року — заслужений професор фізики, а від 2002 року — завідувач власником кафедра фізики високих енергій Мітчелла/Хіпа. Він також є почесним членом Розширеного дослідного центру в Х'юстоні, Техас. 1997 року став постійним членом Академії Афін, а в 2005 році став президентом грецької Національної ради з питань науки і техніки, грецьким національним представником в Європейській лабораторії фізики елементарних частинок, CERN, а також Європейського космічного агентства (ESA).
1988 року став членом Американського фізичного товариства, а з 1992 член Італійського фізичного товариства. 1996 року нагороджений орденом «Пошани» Грецької Республіки.
17 жовтня 2006 року нагороджений ремією Фонду імені Александра Онассіса. 28 вересня 2009 року нагороджений премією імені Енріко Фермі Італійським фізичним товариством на знак визнання його новаторської роботу в області теорії об'єднання.
Він зробив значний внесок у фізику елементарних частинок і фізичну космологію, працює і далі над вивченням теорій великого об'єднання, основ квантової теорії, астрофізики. Один з головних розробників перевернутої SU(5) моделі, вперше запропонованої Стефаном Баром 1982 року. Нанопулос спільно із Дж. Дередінгером та Дж. Кім розвинув теорію Бара 1984 року. Подальші дослідження були опубліковані 1987 року спільно із Джоном Елісом та Джоном Гагаліном. Автор понад 588 оригінальних робіт, в тому числі 13 книг. Він має більш ніж 35 800 цитат, що робить його четвертим найбільш цитованим фахівцем в галузі фізики високих енергій.